# Mus nitidulus
Mus nitidulus é uma espécie de roedor da família Muridae.
É endêmica do Mianmar.